# 둔내면
둔내면(屯內面)은 강원특별자치도 횡성군 동쪽에 위치한 면이다. 넓이는 128.8km2이고, 인구는 2016년 기준으로 5,640명이다.

## 개요
둔내 지역은 구석기시대부터 초기 철기시대의 유적뿐만 아니라 통일신라와 고려 시대의 고분 등 많은 유적, 유물이 발견되어 수만년 전부터 인류가 생활하였던 유서 깊은 역사의 고장이다. '둔내'라는 지명은 두창(屯倉)에서 그 유래를 찾을 수 있다. 두창이란 둔전(屯田)에서 수확되는 곡식을 저장하는 곳으로 둔내면 둔 방 내러에 둔 창이 있었다. 언제 설치되었는지 확실한 연대는 알 수 없으나 일반적으로 둔전(屯田)은 고려 후기에 설치되어 조선시대에 성행하였으므로 둔 방 내니의 둔전도 고려 말, 조선 초기에 설치되었을 것이다. 전설에 의하면 둔내면 두 방내리 둔 땅에서는 주민에게 매년 양곡 300섬 씩을 대여하였데 그 규모가 당시로서는 상당히 컸음을 알 수 있다. 사람들은 둔창이 있는 곳이라 하여 둔 참내(屯倉內)라 부르다가 발음상의 편리를 위해 창(倉) 자를 빼고 둔내(屯內)라 부르게 된 것이 그대로 굳어져 면명을 둔내면이라 칭하게 되었다.
둔내면은 현재도 강원도 남부지역으로 향하는 교통의 길목 역할을 하고 있다. 영동고속도로 둔내IC가 개설되어 평창, 정선 방면으로 향하는 경유지가 되고 있으며, 경강선 둔내역이 읍내에 마련되어 관광 등의 목적으로 찾는 방문객을 맞이하고 있다. 둔내면 내의 관광지로는 두원리의 웰리힐리파크, 국립청태산자연휴양림이 위치해 있는 청태산, 평창군 봉평면과 접해있는 태기산 등이 있다.

## 연혁
- 1906년 : 법률 제20호 발표에 의거 행정 명칭을 둔내면이라 칭함
- 1910년 : 정식 면장 임명, 면사무소를 현천리에 둠
- 1912년 : 둔내면에 11개리를 둠 (종전 군곡리가 폐지되고 두원리가 신설됨)
- 1917년 : 면사무소를 자포리에 둠
- 1958년 : 11개리 124개반으로 편성
- 1973년 : 영랑리 일부가 안흥면으로 편입, 안흥면 궁종리와 갑천면 신대리 일부를 둔내면으로 편입
- 1979년 : 태기리를 삽교3리에 편입(법정리는 종전대로 존재)

## 교육
- 둔내초등학교 (자포곡리)
  - 조항분교 (폐교) - 둔내면 조항로100번길 11 (조항리)
  - 영호분교 (폐교) - 둔내면 강변로영랑5길 10 (영랑리)
  - 덕성분교 (폐교) - 둔내면 경강로 5353 (화동리)
- 둔내중학교 (둔방내리)
- 둔내고등학교 (둔방내리)
- 현천고등학교 (현천리)

## 행정 구역
| 법정리   | 한자명   | 행정리                             | 비고 |
| -------- | -------- | ---------------------------------- | ---- |
| 궁종리   | 弓宗里   | 궁종리                             |      |
| 두원리   | 斗元里   | 두원1리, 두원2리                   |      |
| 둔방내리 | 屯坊內里 | 둔방1리, 둔방2리                   |      |
| 마암리   | 馬岩里   | 마암1리, 마암2리                   |      |
| 삽교리   | 霅橋里   | 삽교1리, 삽교2리, 삽교3리 일부     |      |
| 태기리   | 泰岐里   | 삽교3리 일부                       |      |
| 석문리   | 石門里   | 석문1리, 석문2리                   |      |
| 영랑리   | 永浪里   | 영랑리                             |      |
| 우용리   | 右用里   | 우용1리, 우용2리                   |      |
| 자포곡리 | 自浦谷里 | 자포곡1리, 자포곡2리               |      |
| 조항리   | 鳥項里   | 조항1리, 조항2리                   |      |
| 현천리   | 玄川里   | 현천1리, 현천2리, 현천3리, 현천4리 |      |
| 화동리   | 禾洞里   | 화동1리, 화동2리                   |      |